# Erica Jarder
Erica May-Lynn Jarder (Täby, 2 aprile 1986) è una lunghista svedese.

## Palmarès
| Anno | Manifestazione   | Sede      | Evento         | Risultato | Prestazione | Note                          |
| ---- | ---------------- | --------- | -------------- | --------- | ----------- | ----------------------------- |
| 2007 | Europei under 23 | Debrecen  | Salto in lungo | 18ª (q)   | 5,97 m      |                               |
| 2011 | Universiadi      | Shenzhen  | Salto in lungo | 13ª (q)   | 6,14 m      |                               |
| 2013 | Europei indoor   | Göteborg  | Salto in lungo | Bronzo    | 6,71 m      | Miglior prestazione personale |
| 2013 | Mondiali         | Mosca     | Salto in lungo | 10ª       | 6,47 m      |                               |
| 2014 | Mondiali indoor  | Sopot     | Salto in lungo | 8ª        | 6,36 m      |                               |
| 2014 | Europei          | Zurigo    | Salto in lungo | 8ª        | 6,39 m      |                               |
| 2015 | Europei indoor   | Praga     | Salto in lungo | 11ª (q)   | 6,49 m      |                               |
| 2015 | Mondiali         | Pechino   | Salto in lungo | 12ª       | 6,48 m      |                               |
| 2016 | Europei          | Amsterdam | Salto in lungo | 19ª (q)   | 6,33 m      |                               |